# Sop
Sop (ou Sob) est une localité du Cameroun située dans la Région du Nord-Ouest, le département du Bui et la commune de Jakiri.

## Population
En 1969, la localité comptait 1 018 habitants.
Lors du recensement national de 2005, on y a dénombré 2 739 personnes.
En 2012, la population est estimée à 881 habitants.

## Éducation
Sop est doté d'un établissement scolaire public de premier et second cycles, anglophone (GHS Sob).